# La Vall d'Ebo
La Vall d'Ebo, en valencien et officiellement, (Vall d'Ebo en castillan), parfois appelée Ebo, est une commune d'Espagne de la province d'Alicante dans la Communauté valencienne. Elle est située dans la comarque de la Marina Alta et dans la zone à prédominance linguistique valencienne.

## Géographie

Localisation de La Vall d'Ebo
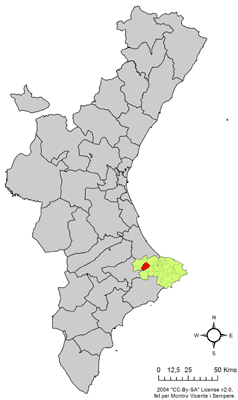
dans la Communauté valencienne.
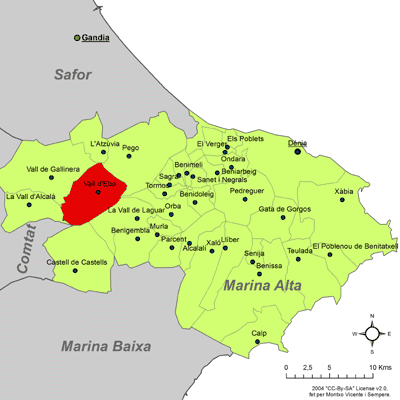
dans la comarque de la Marina Alta.

## Histoire
- Site préhistorique de la Cova Fosca

### Sources
- (es) Varaciones de los municipios de España desde 1842, Ministerio de administraciones públicas, octobre 2008, 364 p. (lire en ligne) [PDF]